# その冬、風が吹く
『その冬、風が吹く』（そのふゆかぜがふく）は、2013年に韓国のSBSの水木ドラマ枠（21:55 - ）にて放送されたテレビドラマ。韓国初放送期間は2013年2月13日から4月3日までの全16話。韓国では最終回視聴率（当ドラマ最高視聴率）15.8%（※AGPニールセン・コリア調べ）と同時間枠視聴率競争で1位となった。
日本での初放送は、KNTVにて2013年6月1日 - 2013年7月21日、日本地上波での初放送は、2013年8月30日 - 9月24日、TBS韓流セレクト枠にて毎週月曜日から金曜日の午前10時05分 - 11時00分に放送された。

## 概要
2005年の出演ドラマ『春の日』以来8年ぶりにドラマにカムバックした韓流スター、チョ・インソン（『バリでの出来事』『春の日』『霜花店（サンファジョム） 運命、その愛』）と、2008年のヒョンビンとの共演ドラマ『彼らが生きる世界』以来5年ぶりにドラマにカムバックした韓国を代表する美人女優ソン・ヘギョ（『フルハウス』『オールイン 運命の愛』『ホテリアー』）の2人が初共演、韓国で数々のムーブメントを巻き起こした話題のドラマ。ただ生きるために同姓同名の死んだ弟分の妹である資産家令嬢の兄になりすました男と、愛を失った孤独な盲目の資産家令嬢との《禁断の愛》、そして、彼らをとりまく様々な人間模様が、心揺さぶる究極のラブストーリー。
なお本作は、2002年にTBSテレビで放送されたテレビドラマ『愛なんていらねえよ、夏』（脚本は龍居由佳里）の韓国リメイク版であるが、韓国で脚本家として数々の実績を誇る作家ノ・ヒギョンが脚色を担当し、韓国ドラマならではのアレンジを施した。原作ドラマのスリリングさを踏襲しながらも、韓国的情緒に合わせて人間の「情」をより深く描き、繊細で美しいラブストーリーに仕上げている。韓国での制作発表会でノ・ヒギョンは、「日本オリジナル版では夏を舞台にクールにシニカルに描かれたが、韓国版は冬を舞台に温かく感動的に描きたい」と語った。

## あらすじ
大企業会長の一人娘のオ・ヨン（ソン・ヘギョ）は、幼い頃、両親が離婚し、母が兄を連れて家を出て行き、また、視覚障害を患ってしまう。周りには財産を狙う人々が取り巻き、次第に「愛」や「信頼」という感情を失って大人になった。チョンダムドンの裏社会でプロのギャンブラーとして生計をたてるオ・ス（チョ・インソン）は、幼い頃、親に捨てられ、また、初恋の女性を自分が死に追いやってしまったということもあり、生きる意味を探しながらも無意味に生きていた。ただ、オ・スには可愛がっている二人の弟分と一人の妹分がいた。弟分の一人は、同姓同名の「オ・ス」といい、大企業会長の行方不明の実の息子であり、オ・ヨンが幼い頃に生き別れた実兄であった。
オ・ヨンは、大企業の後継者問題が浮上する中、兄からの手紙を受け取り、その住所を訪ねるが、そこで出会ったのはもう一人のオ・スだった。その矢先、目の前で人が車にはねられた。
目の見えないオ・ヨンには知る由もないが、実の兄のオ・スが、事件に巻き込まれ目の前で事故に遭い死んでしまったのだ。そして、ギャンブラーのオ・スは警察に拘束される。
1年後、出所したオ・スは、雇われヤクザの借金取り立て人・ムチョル（キム・テウ）から、横領した大金を100日以内に返さないと命は無いと脅迫される。一方、ヨンの父（会長）は亡くなり、ヨンは名ばかりの会長の座に着くことになった。そんな中、オ・スの元に会長の息子を探して弁護士が訪ねてくる。会長の息子の同姓同名「オ・ス」と間違えられたオ・スは、思わず、弟分だった彼の振りをしてしまう。金が必要なオ・スはもう一人の弟分のパク・ジンソン（キム・ボム）と組み、大胆にも同姓同名「オ・ス」になりすまし、会長宅に乗り込んでいく。始めは、財産目当てで偽の兄として“妹”＝ヨンに近づき、兄を必死に演じるオ・スだが、目が見えず人に猜疑心を抱くヨンと向き合い、自分の嘘の演技にかたくなだった心が開いていくその純真さと孤独感に、自身の心の奥をくすぐられ、次第に愛おしい感情が沸いてくるのを押さえきれなくなる。長い間孤独を感じてきたヨンは、スを実の兄と信じ、兄への愛をまっすぐに表現し始め、「兄」と「妹」の奇妙な禁断の愛情交換が展開する。
スはやがて本気でヨンを愛し、彼女を救ってあげたいと思うようになるが、一方で、ヨンの取り巻きやスを恨む者達によってスの正体が暴かれ始め、ついに、ヨンにも嘘がばれ信頼を無くしたスは立ち去るしかなくなってしまう。
しかし、離れても、ヨンを救うため、そして自分も生きるために、最後の危険な大勝負に挑む決意をする。

## 登場人物
役名/俳優名/日本語吹替版声優名/役柄
- オ・ス：チョ・インソン (近藤隆)　ポーカーギャンブラー 32歳
- オ・ヨン：ソン・ヘギョ (坂本真綾）PLグループ会長の娘、一級視覚障害者 28歳
- パク・ジンソン：キム・ボム (遠藤純平）オ・スに仕える弟分 24歳
- ムン・ヒソン：チョン・ウンジ (川庄美雪) オ・スの初恋相手の妹 21歳
- ワン・ヘジ：ペ・ジョンオク (瀬田ひろ美）ヨン父（会長）の秘書 40代半ば
- チョ・ムチョル：キム・テウ (青山穣）借金取り立てヤクザ 30代後半
- チャン・ソン：キム・ギュチョル (玉野井直樹）PLグループ企業弁護士 40代後半
- イ・ミョンホ：キム・ヨンフン (荻沢俊彦）PLグループマーケティングチーム長 30代半ば
- チン・ソラ：ソ・ヒョリム (あいざわゆりか）キム社長の恋人
- ソン・ミラ：イム・セミ (川島悠美）ヨンの唯一の友達 28歳
- オ・ス（ヨンの実兄）：イ・ジェウ

## スタッフ
- 演出：キム・ギュテ
- 脚本：ノ・ヒギョン

## DVD

### 日本版DVD
「その冬、風が吹く」 DVD-BOX1 ※第1話 - 第8話全てノーカット版で収録
2013年9月18日発売
24ページブックレット、フォトカード5枚セット
【特典映像】
- 制作発表記者会見
- キャストインタビュー(チョ・インソン、ソン・ヘギョ、キム・ボム、チョン・ウンジ)
- 日本版予告編
- 韓国版ティーザー（予告映像）1
- 韓国版ティーザー（予告映像）2

「その冬、風が吹く」 DVD-BOX2 ※第9話 - 第16話(最終話)全てノーカット版で収録
2013年10月2日発売
24ページブックレット、フォトカード5枚セット
【特典映像】
- スペシャルメイキング映像集
- 6・29プレミアムプロモーションイベント
- チョ・インソン単独インタビュー（プレミアムプロモーションイベント来日時）

発売元はポニーキャニオン・TBS

## 音楽

### 韓国版OST（CD）
韓国の歌手THE ONEの「冬の恋(日本登録曲名は、A winter story)」ほか、SUPER JUNIOR・イェソンが歌う「カーボン紙」、ガールズグループ・Spicaのメインボーカル、キム・ボアによる「Tears Fallin」、Gummy(コミ)が歌う「雪の華(日本登録曲名は、Snow on the branches)」など全24トラックを収録。
1. カーボン紙 -イェソン (SUPER JUNIOR)
2. 雪の華(日本登録曲名は、Snow on the branches) - Gummy(コミ)
3. 冬の恋（日本登録曲名は、A winter story） - The One
4. Tears fallin (GTR Ver.) - キム・ボア from Spica
5. そして一つ - テヨン
6. 冬の恋（日本登録曲名は、A winter story） (Piano Ver.) - The One
7. Tears fallin (Piano Ver.) - キム・ボア from Spica
8. 冬の恋（日本登録曲名は、A winter story） - Two Eyes Starring
9. Blind Love
10. 生きたい
11. With U
12. Goodbye Happiness
13. 78億
14. 愛なんて必要ない
15. It's Over
16. 冬の風
17. 秘密の部屋
18. Open your eyes
19. ポーカーフェイス
20. 誤解
21. ブラックジャック
22. あたたかいまなざし
23. 霊異の部屋
24. 冬に出逢った恋

## 書籍

### 日本版フォトエッセイ
ドラマの名シーン（一部未公開カットも含む）の画像とドラマ脚本からの台詞を中心に綴るフォトエッセイ。
監修：ノ・ヒギョン（脚本）、キム・ギュテ（演出）
サイズ：A4
ページ数：220頁
670カットの写真を収載
※韓国版フォトエッセイ（2分冊）を大判化＆1冊にまとめたもの
発行元はポニーキャニオン

## 備考

### 最終話について
ドラマ最終話ラストシーン前で、ジンソンとヒソンの下記会話とその時のジンソンの暗い表情が「オ・スが死んだのでは？」という憶測を呼んだ。
ヒソン「明日はスのところへ行く日よ。今回はどんな花を持っていく？この前はカスミ草を持って行った。何の花にする？」
ジンソン「ヨンに似たラムズイヤー」
ヒソン「それがいいわ。ラムズイヤーとフリージアを」
それに関して、2013年10月4日に発売された、共同通信社刊『もっと知りたい！韓国TVＴＶドラマvol.57 (MOOK21) 』キム・ギュテインタビューにより、
- ノ・ヒギョン（脚本）が「このドラマを通じて人々を癒したいという思いが強く」ハッピーエンドにこだわる人だということ
- ジンソンがオ・スに花を持っていこうと話すシーンについては、視聴者の興味を最後まで引き付けるためのトリックのようなものだということ
- 最後の（視力が少し回復したヨンの視点で）フォーカスをぼかした映像が誤解を生んだこと

などを語っており、本来の演出意図は、ハッピーエンドであり、オ・スはジンソンに刺された後、命をとりとめ、ヨンと再会するという結末が、本来の演出意図である。監督の「トリック」という言葉から推測すれば、「花を持っていく」のは、もう一人の亡くなったオ・スの所へ、ともとれる。